# Aïn Sekhouna
Aïn Sekhouna, aussi typographiée Aïn Skhouna, est une commune de la wilaya de Saïda en Algérie.

## Histoire
À l'origine, une source.

## Équipements et infrastructures

### Institut national de recherche forestière
Cette commune abrite une station de recherche et d'expérimentation rattachée à l'Institut national de recherche forestière.